# Dan Radtke
Dan Radtke (Finsterwalde, Brandenburg, 3 de desembre de 1963) va ser un ciclista alemany que competí per la República Democràtica Alemanya.

## Palmarès
- 1981
  -  Campió del món júnior en contrarellotge per equips (amb Frank Jesse, Uwe Ampler i Ralf Wodinski)
- 1983
  - 1r a la Volta a Renània-Palatinat
- 1984
  - 1r a la Ruban Granitier Breton
- 1985
  - Vencedor de 2 etapes de la Volta a la Baixa Saxònia
- 1987
  - Vencedor d'una etapa de la Volta a Grècia
  - Vencedor d'una etapa de la Volta a Iugoslàvia
  - Vencedor d'una etapa de la Volta a la RDA